# Метьюэн, Пол Сэнфорд
Пол Сэнфорд Метьюэн, 3-й барон Метьюэн (англ. Paul Sanford Methuen, 3rd Baron Methuen; 1 сентября 1845 — 30 октября 1932) — британский военачальник, фельдмаршал (1911).

## Биография
Из старинного дворянского рода, 3-й барон. Окончил Итонский колледж. В Британской армии с 1864 года, служил в Королевском Уолтширском полку, в 1866 году переведён в Шотландский гвардейский полк. Начал карьеру в колониальной шестой англо-ашантийской войне на Золотом Берегу (ныне — Гана, 1873—1874) и в Бечуаналенде (ныне — Ботсвана, 1884—1885, командовал стрелковым отрядом). Благодаря родственным связям довольно быстро рос в званиях: с 1867 года — капитан, с 1876 года — майор, с 1876 года — подполковник, с 1888 года — полковник, с 1888 — генерал-майор, с 1898 — генерал-лейтенант.
С 1864 года был адъютантом батальона, с 1871 года служил в штабе бригады, затем в штабе войскового района. С 1878 года — военный атташе в Берлине. С 1881 года помощник адъютанта командующего войсками войскового района, генерал-квартирмейстер войскового района. В 1882 году участвовал в колониальной британской экспедиции в Египет, начальник штаба британских войск.
С 1892 года — командующий военным округом в метрополии. С 1897 года — в британских войсках в Индии. В ноябре 1899 года послан в Южную Африку командиром 1-й дивизии, но действовал неудачно: буры остановили его отряд на реке Моддер 28 ноября 1899 года (при этом он был слегка ранен), далее он потерпел поражение в битве под Магерсфонтейном (11 декабря 1899). В 1902 году он сам попал в плен, но освобожден вследствие тяжелых ранений.
Несмотря на такие неудачи, продолжил успешную карьеру, в 1904 стал полным генералом и командующим 4-м армейским корпусом. Позже был главнокомандующим в Южной Африке (1908-12), после создания Южно-Африканского Союза (1910) сделан губернатором и главнокомандующим в Натале, с 1911 — фельдмаршал.
В годы Первой мировой войны был губернатором и главнокомандующим Мальты (1915—1919). В боевых действиях не участвовал. По возвращении в Англию в конце 1919 года назначен констеблем Тауэра.

## Награды
- Рыцарь Большого Креста ордена Бани (GCB)
- Рыцарь Большого Креста ордена Святого Михаила и Святого Георгия (GCMG)
- Рыцарь Большого Креста Королевского Викторианского ордена (GCVO)